# Septoria semilunaris
Septoria semilunaris är en svampart som beskrevs av Johanson 1884. Septoria semilunaris ingår i släktet Septoria och familjen Mycosphaerellaceae.   Inga underarter finns listade i Catalogue of Life.